# Forces armées royales khmères
Pour les articles homonymes, voir FARK et FARC (homonymie).
Les Forces armées royales khmères (FARK) sont l'armée du Cambodge. Leur nom est également traduit par Forces armées royales cambodgiennes (FARC). Le commandant en chef des forces armées est le roi du Cambodge, poste actuellement occupé par Norodom Sihamoni.

## Histoire

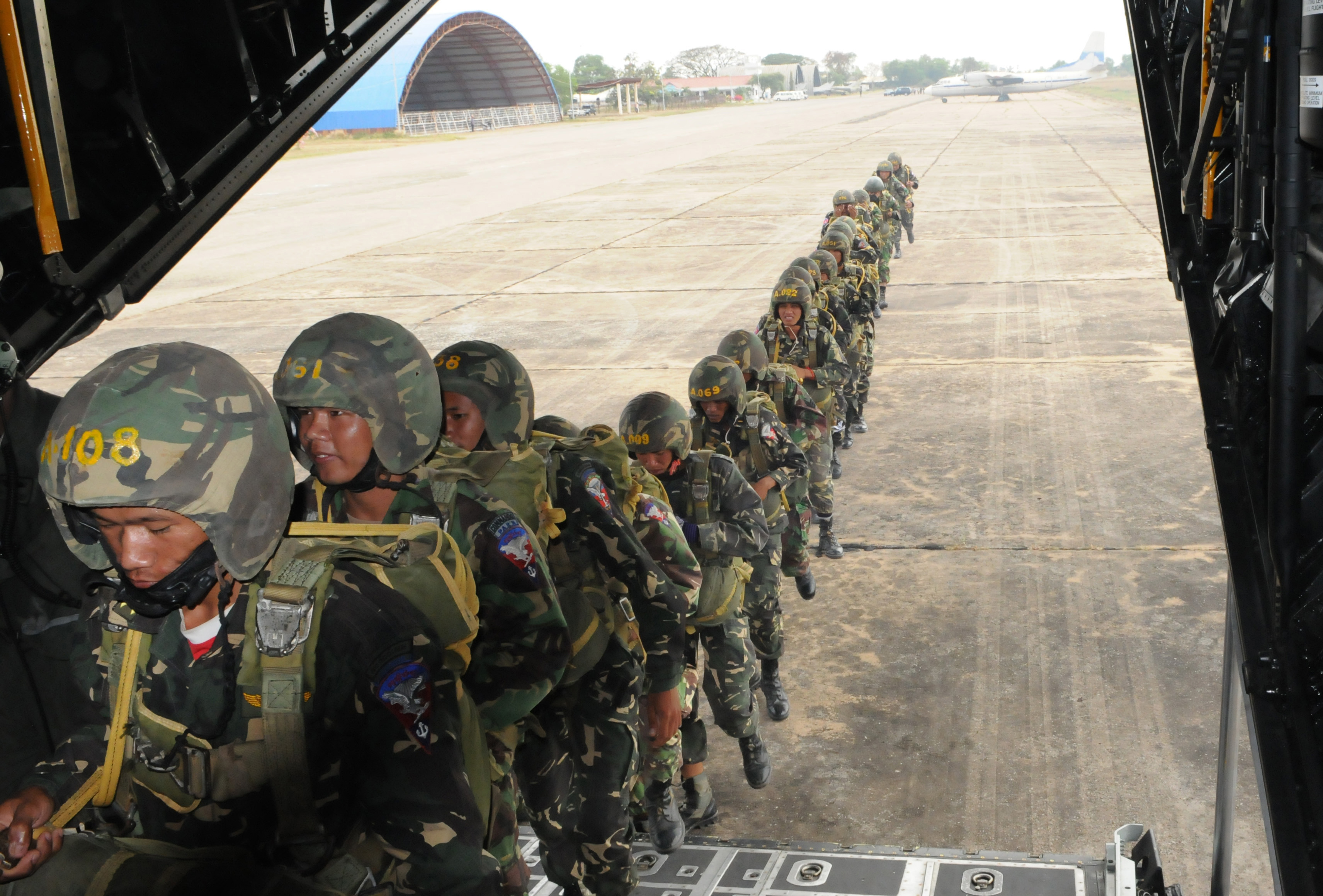
Forces spéciales antiterroristes cambodgiennes en 2010.

À partir de 1949, le Protectorat français du Cambodge s'engage  aux côtés de l'armée française lors de la guerre d'Indochine. En 1953, après l'indépendance, les FARK comprenaient 10 000 hommes. Les FARK disposent aussi d'une modeste marine de guerre et d'une petite aviation militaire. Leurs armements, équipements lourds et tactiques viennent de France jusqu'en 1955. Durant les années 1960 et au début de la guerre civile, les FARK n'alignent que 35 000 hommes pour lutter contre les Khmers rouges.
À la suite du coup d'État contre le roi Norodom Sihanouk, la République khmère (1970-1975) rebaptise l'armée du Cambodge « Forces armées nationales khmères » et mobilisent environ 250 000 combattants contre les Khmers rouges. Les matériels proviennent alors en majeure partie des États-Unis. L'armée tombe sous le contrôle des Khmers rouges, peu de temps après, la vacance du poste de commandant en chef, à la suite de la permission donnée par l'exécutif au général Sosthène Fernandez et le remplacement d'une partie de ses fonctions de chef d’état major par le LTG Saksusakhan, à la chute de Phnom Penh, le 17 avril 1975. L'armée nationale du Kampuchéa démocratique porte le nom d'« Armée révolutionnaire du Kampuchéa ». Ces forces armées combattront contre les Vietnamiens lors du conflit au Cambodge qui débute fin 1978. À cette date, elles étaient composées de 68 000 hommes au total.
Par la suite, et après la défaite du Kampuchéa démocratique, le gouvernement pro-vietnamien de la République populaire du Kampuchéa les rebaptise en « Forces armées populaires révolutionnaires du Kampuchéa » avant de reprendre le nom de « Forces armées royales khmères » à la suite de la restauration de la monarchie en 1993 avec la fin de la mission de l'ONU, l'Autorité provisoire des Nations unies au Cambodge (APRONUC).
Depuis les années 2000, les relations se sont renforcées avec les militaires chinois dans le cadre de la modernisation de ses matériels. Ainsi, les soldats cambodgiens impliqués dans les récents incidents frontalier avec l'armée thaïlandaise (juin 2008) étaient armées de fusils d'assaut QBZ-97 fournis par Norinco.
Le 14 juillet 2025, le Premier ministre Hun Manet annonce la mise en place d'un service militaire obligatoire de 18 mois pour les Cambodgiens âgés de 18 à 30 ans à partir de 2026'.

## Branches

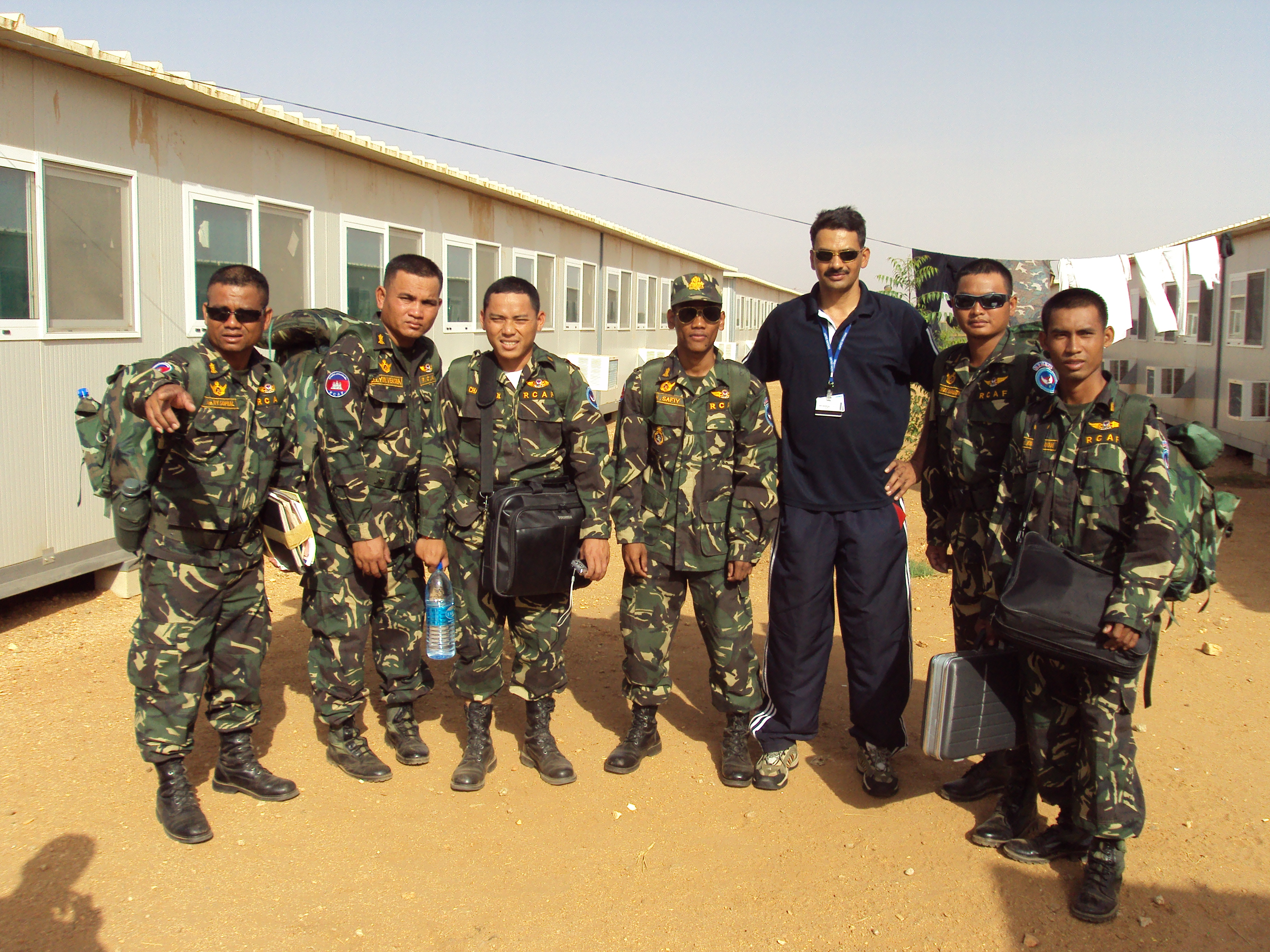
Démineurs cambodgiens au Soudan.

Elles sont divisées en 4 branches distinctes :
- Une armée de terre ( Armée royale cambodgienne) ;
- Une marine de guerre (Marine royale cambodgienne) ;
- Une armée de l'air (Force aérienne royale cambodgienne) ;
- Une gendarmerie (Gendarmerie royale cambodgienne).

## Subdivisions

Étendard des Forces armées royales cambodgiennes.

Cocarde de l'armée de l'air cambodgienne.

Avant 1970, les FARK s'articulaient sur plusieurs bataillons d'infanterie et d'artillerie. L'augmentation des effectifs aboutit à la transformation des bataillons en brigades regroupées en divisions. Elles sont aujourd'hui constituées de 124 000 hommes actifs et de 321 000 réservistes, toutes branches confondues.

## Engagements internationaux
Après avoir longtemps été l'objet du déploiement d'une opération de maintien de la paix sous l'égide de l'ONU (la MIPRENUC), le Cambodge prend part depuis quelques années à quelques missions de maintien de la paix. À la date du 21 octobre 2011, l'armée cambodgienne est déployée dans deux pays :
- Liban : 217 militaires au sein de la FINUL ;
- Soudan du Sud : 1 militaire et 2 observateurs militaires au sein de la MINUSS.

## Budget de la défense
L'évolution du budget de la défense (avec salaires) cambodgienne en milliards de dollars US courant selon les données de la Banque mondiale est la suivante,,:
| Année | Budget de la défense | % du PNB | % dépenses publiques |
| ----- | -------------------- | -------- | -------------------- |
| 1989  |                      | 1,99     |                      |
| 1990  | $ 29 090 909         | 2,07     |                      |
| 1991  | $ 43 294 684         | 2,33     |                      |
| 1992  | $ 62 293 736         | 3,15     |                      |
| 1993  | $ 44 626 255         | 1,76     |                      |
| 1994  | $ 107 258 619        | 3,84     |                      |
| 1995  | $ 123 101 153        | 3,58     |                      |
| 1996  | $ 113 563 611        | 3,24     | 20,67                |
| 1997  | $ 103 419 601        | 3,00     | 24,19                |
| 1998  | $ 83 323 986         | 2,66     | 19,86                |
| 1999  | $ 88 172 003         | 2,51     | 18,18                |
| 2000  | $ 81 025 841         | 2,21     | 14,69                |
| 2001  | $ 70 846 941         | 1,77     | 11,73                |
| 2002  | $ 65 182 716         | 1,52     | 9,00                 |
| 2003  | $ 67 525 224         | 1,45     | 9,19                 |
| 2004  | $ 69 218 799         | 1,30     | 9,35                 |
| 2005  | $ 70 959 071         | 1,13     | 9,14                 |
| 2006  | $ 75 881 314         | 1,04     | 8,05                 |
| 2007  | $ 79 015 426         | 0,91     | 6,35                 |
| 2008  | $ 82 630 723         | 0,80     | 5,19                 |
| 2009  | $ 136 589 738        | 1,31     | 6,44                 |
| 2010  | $ 167 857 928        | 1,49     | 7,14                 |
| 2011  | $ 192 159 419        | 1,50     | 7,27                 |
| 2012  | $ 217 305 728        | 1,55     | 7,13                 |
| 2013  | $ 243 470 110        | 1,60     | 7,48                 |
| 2014  | $ 277 974 068        | 1,66     | 7,66                 |
| 2015  | $ 325 188 062        | 1,80     | 8,89                 |
| 2016  | $ 382 205 260        | 1,91     | 9,04                 |
| 2017  | $ 458 262 798        | 2,07     | 9,25                 |
| 2018  | $ 543 204 689        | 2,22     | 9,58                 |
| 2019  | $ 595 407 618        | 2,23     | 9,22                 |
| 2020  | $ 646 974 133        | 2,45     | 9,26                 |
| 2021  | $ 643 379 508        | 2,32     | 8,64                 |

## Principaux équipements de l'armée de terre cambodgienne
Selon les périodes, les soldats cambodgiens furent armées de matériels français, américains, soviétiques ou chinois.
- Durant la Guerre civile cambodgienne (1967-1975), les Forces Armées Royales puis Nationales Khmères (après 1970) utilisèrent des :
  - pistolets Browning GP 35 (9 mm Para/ Belgique) et Colt M1911A1 (.45 ACP/ États-Unis) ;
  - pistolets-mitrailleurs MAT-49 ((9 mm Para/ France), Thompson et (.45 ACP/ États-Unis) et  M3A1 Grease gun (.45 ACP/ États-Unis) ;
  - carabines US M1 et US M2 (.30 Carbine/ États-Unis) ;
  - fusils MAS 36 ((7,5 × 54 mm 1929C/ France), Springfield M1903(.30-06 US/ États-Unis) et  Garand M1 (.30-06 Springfield/ États-Unis) ;
  - fusils d'assaut FN FAL ((7,62 OTAN/ Belgique), CAR 15(.223 Remington/ États-Unis) et  M16A1(.223 Remington/ États-Unis). Des   AK-47 (7,62 mm M43/ Union soviétique) pris sur les Vietcongs et livrées par l'US Army ;
  - fusils-mitrailleurs MAC 24/29 ((7,5 × 54 mm 1929C/ France et Browning BAR M1918A2(.30-06 US/ États-Unis). Des BREN (.303 British/ Royaume-Uni). Abandonnés par le Corps expéditionnaire français en Extrême-Orient furent maintenus en service.
- En 2022, les forces armées utilisent[10] :
  - Chars de combat : 50 Type-59; +150 T-54/T-55; +20 Type-62; 20 Type-63
  - Véhicule blindé : +20 BRDM-2; 70 BMP-1; M113; 200 BTR-60/BTR-152; 30 OT-64
  - Artillerie : 8 BM-21; +20 PHL-81; 20 RM-70; D-30; M-30; BM-13
  - Défense aérienne : FN-6; FN-16; ZPU-2; M-1939 (en); S-60
  - Hélicoptère : 3 Mi-17 Hip H; 11 Z-9; 2 Mi-26; 2 AS350; 2 AS355F2
  - Avions : 2 MA60; 5 P-2; 2 Y-12; 5 L-39C